# Henryk I (Brandenburgia)
Henryk I bez Ziemi, niem. Heinrich I. ohne Land (ur. ok. 1260–1266, zm. 1318) – margrabia Landsbergu od 1291, margrabia brandenburski na Stendal od 1294 (wraz z braćmi i bratankami) z dynastii askańskiej.
Był najmłodszym synem margrabiego ze Stendal Jana I i jego drugiej żony, Jutty, córki księcia saskiego Albrechta I. Po śmierci ojca w 1266 rządy w Brandenburgii–Stednal objęli starsi bracia (z pierwszego małżeństwa ojca) Jan II, Otto IV ze Strzałą i Konrad, którzy dzielili tytuł margrabiowski z kuzynami z innej linii dynastii askańskiej, panującymi w Salzwedel. Henryk nie został uwzględniony w podziale ziem po ojcu, przez co otrzymał później przydomek "bez Ziemi". Po zakupie w 1291 od Albrechta II Wyrodnego przez jego braci margrabstwa Landsbergu, otrzymał go od nich jako rekompensatę. W 1293 utracił czasowo to terytorium, podczas wojny braci z synami Albrechta Wyrodnego. Od 1294 otrzymał udział w Brandenburgii i nosił formalnie tytuł współrządcy (faktyczne rządy sprawował jednak nadal starszy brat Otto). Po śmierci tego ostatniego w 1308 został seniorem (jako ostatni z synów Jana I) starszej linii dynastii askańskiej w Brandenburgii, w związku z czym w 1314 próbował wykorzystać przysługujące mu formalnie uprawnienia elektora Rzeszy, jednak wobec opozycji bratanka, Waldemara bezskutecznie (ten ostatni z kolei zrezygnował wówczas z praw do Landsbergu).
W 1298 lub 1299 poślubił Agnieszkę, córkę księcia Górnej Bawarii Ludwika II. Mieli dwie lub trzy córki i jednego syna, Henryka II zwanego Dziecię, który w 1319 został księciem zjednoczonej Brandenburgii, ale już w 1320 zmarł bezpotomnie kończąc panowanie dynastii askańskiej w tym kraju.